# M*A*S*H (film)
MASH (1970) (prezentat ca M*A*S*H pe afișele filmului) este un film american satiric comedie neagră regizat de Robert Altman și scris de Ring Lardner, Jr. pe baza romanului MASH: A Novel About Three Army Doctors de Richard Hooker. Este singurul film artistic din franciza M*A*S*H. A fost unul dintre cele mai mari filme ale 20th Century Fox de la începutul anilor 1970.

## Distribuție
- Donald Sutherland este Cpt. Benjamin Franklin "Hawkeye" Pierce
- Elliott Gould este Cpt. John Francis Xavier "Trapper John" McIntyre
- Tom Skerritt este Cpt. Augustus Bedford "Duke" Forrest
- Sally Kellerman este Maior Margaret "Hot Lips" Houlihan
- Robert Duvall este Maior Frank Burns
- Roger Bowen este Lt. Col. Henry Braymore Blake
- René Auberjonois este Părintele John Patrick "Dago Red" Mulcahy
- John Schuck este Cpt. Walter Koskiusko "The Painless Pole" Waldowski, DDS
- Carl Gottlieb este Cpt. John "Ugly John" Black
- Danny Goldman este Cpt. Murrhardt
- Corey Fischer este Cpt. Dennis Patrick Bandini
- Jo Ann Pflug este Lt. Maria "Dish" Schneider
- Indus Arthur este Lt. Leslie
- Dawne Damon este Cpt. Scorch
- Tamara Wilcox-Smith este Cpt. Bridget "Knocko" McCarthy
- David Arkin este SSgt. Wade Douglas Vollmer/PA Announcer.
- Gary Burghoff este Cpl. "Radar" O'Reilly
- Ken Prymus este Pfc. Seidman
- Fred Williamson este Cpt. Oliver Harmon "Spearchucker" Jones
- Michael Murphy as Cpt. Ezekiel Bradbury "Me Lay" Marston IV
- Timothy Brown este Cpl. Judson
- Bud Cort este Pvt. Lorenzo Boone
- G. Wood este Gen. Brig. Charlie Hammond
- Kim Atwood este Ho-Jon
- Dale Ishimoto este un doctor coreean
- Bobby Troup este Sgt. Gorman
- Marvin Miller este PA Announcer